# Josef Franz Capesius
Josef Franz Capesius (* 21. Juli 1853 in Probstdorf; † 24. Oktober 1918 in Klausenburg) war ein Siebenbürger Philosoph und Pädagoge.

## Leben
Bis zu seinem 13. Lebensjahr unterrichtete ihn sein Vater, der Pfarrer Bernhard Franz Capesius, dann besuchte er von 1866 bis 1871 das Gymnasium in Hermannstadt. Das nächste Jahr verbrachte er bei seinen Eltern, um ein weiteres Jahr später die Universität Leipzig zu besuchen. 1876 schloss er dieses Studium ab, hielt sich ein halbes Jahr wieder in seiner Heimat auf und studierte 1876/1877 an der Universität Berlin Theologie, Philosophie, Pädagogik, Mathematik und Physik; im August 1877 erhielt er den Doktorgrad der Philosophie. Daraufhin kehrte er abermals in seine Heimat zurück, um Privatlehrer zu werden und nachdem er im Folgejahr die Lehrprüfung bestand, durfte er als Lehrer unterrichten. Später jedoch erkrankte Capesius derart, dass er sein Amt niederlegen musste und kaum noch tätig sein durfte. Die folgenden Jahre verbrachte er auf dem Lande und erholte sich. Anschließend wurde er im September 1885 Professor am evangelischen Landeskirchenseminar. Am 27. März 1894 setzte man ihn als Vorstandsstellvertreter des siebenbürgischen Vereins für Naturwissenschaft in Hermannstadt ein. Im Juli 1896 beförderte man ihn zum Leiter des Landeskirchenseminars. Im November dieses Jahres ernannte man ihn auch zum Mitglied des Unterrichtsrats.
Er war der Vater des Schriftstellers und Sprachwissenschaftlers Bernhard Capesius (1889–1981). Im Jahr 1918 verstarb Capesius. Er hatte ferner einen Artikel über den siebenbürgischen Naturforscher und -sammler Eduard Albert Bielz in der Allgemeinen Deutschen Biographie verfasst.

## Werke
- Die Hauptmomente in der Entwicklungsgeschichte der Herbartischen Metaphysik (Leipzig 1878)
- Die Metaphysik Herbart's in ihrer Entwicklungsgeschichte und nach ihrer historischen Stellung: ein Beitrag zur Geschichte der nachkantischen Philosophie (Leipzig 1878)
- Der Apperceptionsbegriff bei Leibnitz und dessen Nachfolger: Eine terminologische Untersuchung (Hermannstadt 1894)
- Das religiöse in Goethes Faust (Hermannstadt 1901)